# وليم جوزيف جونستون
وليم جوزيف جونستون (بالإنجليزية: William Joseph Johnston)‏ (11 يناير 1924، لينكولن في الولايات المتحدة - 15 أكتوبر 2010، سان خوسيه في الولايات المتحدة)؛ روائي أمريكي.